# Maillane
Maillane é uma comuna francesa na região administrativa da Provença-Alpes-Costa Azul, no departamento de Bouches-du-Rhône. Estende-se por uma área de 16,77 km². Em 2010 a comuna tinha 2 657 habitantes (densidade: 158,4 hab./km²).

## Personalidades
- Frédéric Mistral (1830-1914), prémio Nobel da Literatura de 1904